# Haddon Sundblom
Haddon Hubbard „Sunny” Sundblom (n. 22 iunie 1899, Muskegon, Michigan – d. 10 martie 1976) a fost un desenator american cel mai cunoscut pentru imaginile cu Moș Crăciun pe care le-a creat pentru The Coca-Cola Company. Familia sa avea origini suedeze și finlandeze.
El i-a conturat lui Moș Crăciun o burtă durdulie, un aer jovial, un costum roșu și o atitudine tolerantă. Compania folosește aceeași imagine a lui Moș Crăciun în campaniile publicitare realizate cu ocazia sărbătorilor de iarnă din acel moment până în prezent.